# ボサソ地区
ボサソ地区（ボサソちく、ソマリ語: Degmada Boosaaso）はソマリア連邦の構成国プントランドのバリ地域にある地区。行政中心都市はボサソ。

## 知事
ボサソ地区知事（Duqa degmada boosaaso）はボサソ市長（Maayarka Boosaaso）と兼務である。
- ハッサン・アブダレ・ハッサン（英語版） 2013年[1]

- ヤシン・ミレ・マハムド（英語版） 2015年10月[2] - 2018年3月[3]

- アブディサラン・バシル・アブディサラン（英語版） 2018年3月[3][4] - 2021年3月[5]

- アブディカニ・アフメド・イスマイル(Abdikani Ahmed Ismael) 2021年[6] -

## 歴史
1998年にプントランドが独立した際にボサソ地区が定められた。
2015年9月のボサソ市長選挙では、2番手候補とされるCumar Cabdullaahi Cusmaan Cumar Sadiiqが選挙方法に問題があるとして選挙をボイコットしたため、1番手候補のYaasiin Mire Maxamuudが議員29人中の28票を得て当選した。
2016年8月、ボサソ市長はアメリカのミネアポリスと姉妹提携を強化する協定に署名。
2020年6月、ボサソ地区は元の16区から、Banderqaasim, Baalade, Buur-cad, Biyo-kululeの4区に改組された。
2021年3月、プントランド大統領はボサソ地区知事Cabdisalaan Bashiir Cabdisalaanの権限を停止した。

## 主な町
- アンターラ（英語版）
- カウ
- カリン(ソマリア)（英語版）
- コブ・デハード（英語版）
- ティスジーク（英語版）
- バード(ソマリア)（英語版）
- ブル・ガバン（英語版）
- ボサソ - 行政中心地
- マジヨハン
- ヤルホ（英語版）